# Ströms hörna

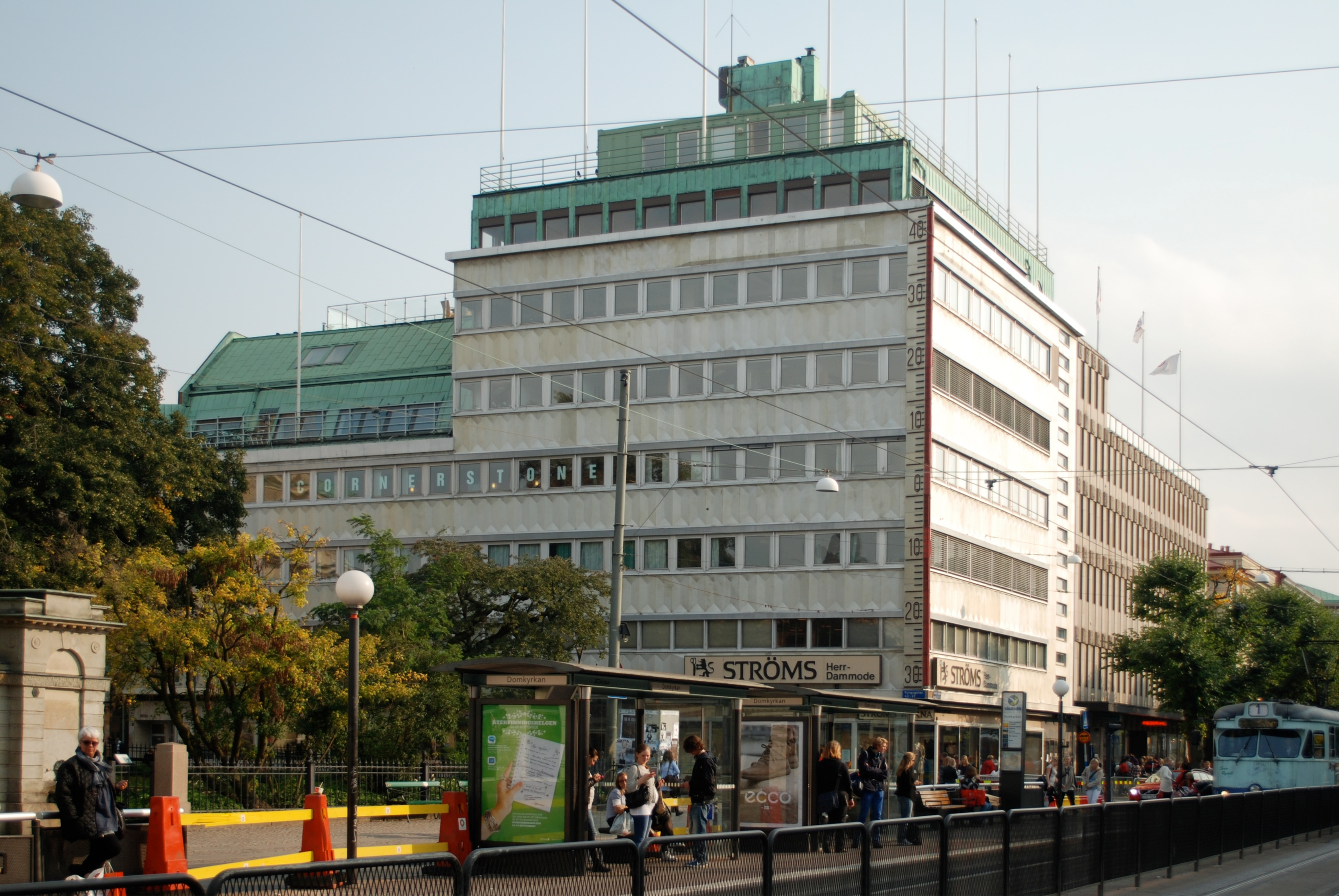
Ströms hörna sedd från Västra Hamngatan.

Ströms hörna är ett hus och en mötesplats i centrala Göteborg, vid hörnet av Kungsgatan 27-29 och Västra Hamngatan 12 i kvarteret 22 Varuhuset.

## Historia

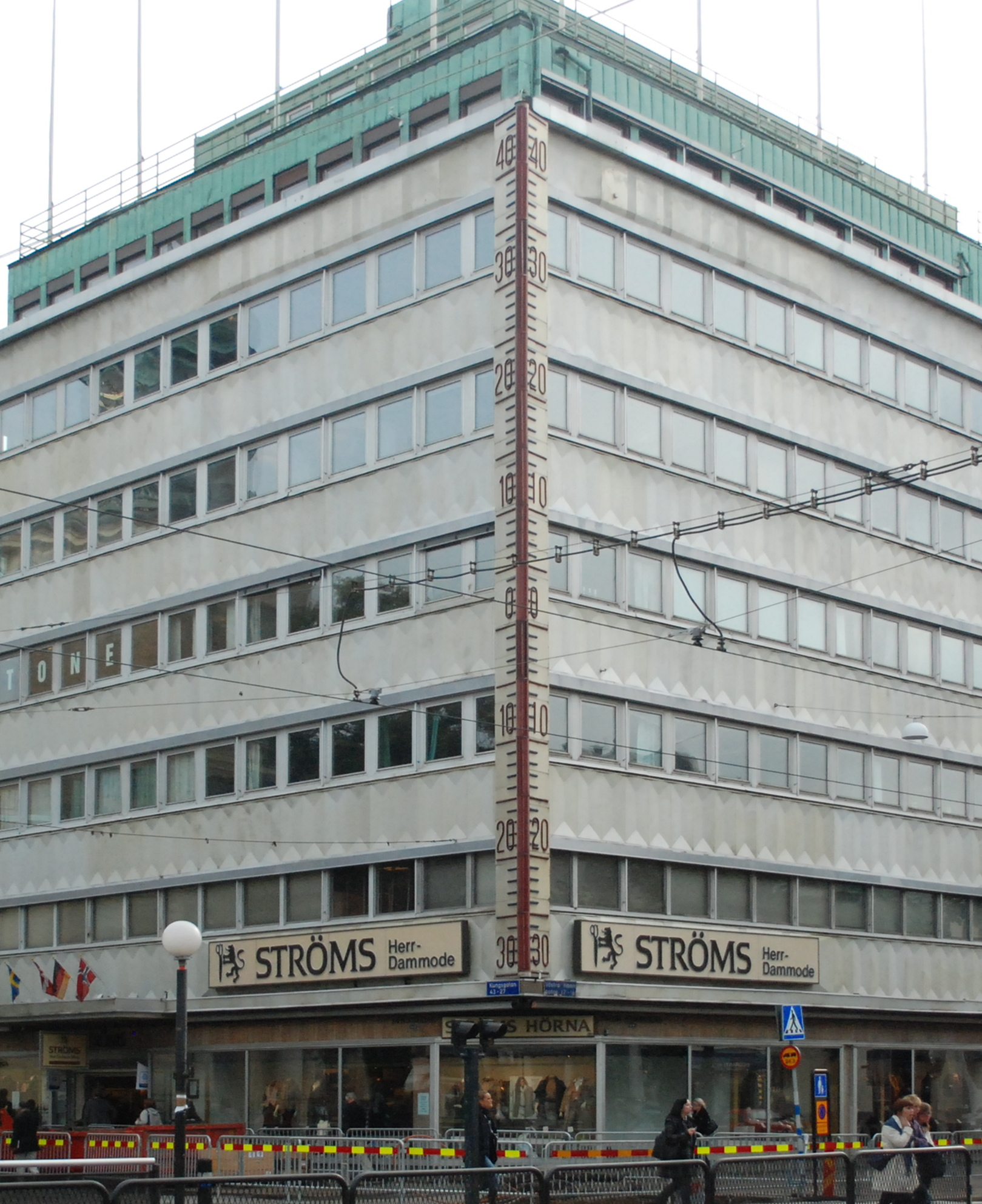
Ströms hörna med den stora termometern på hörnet.

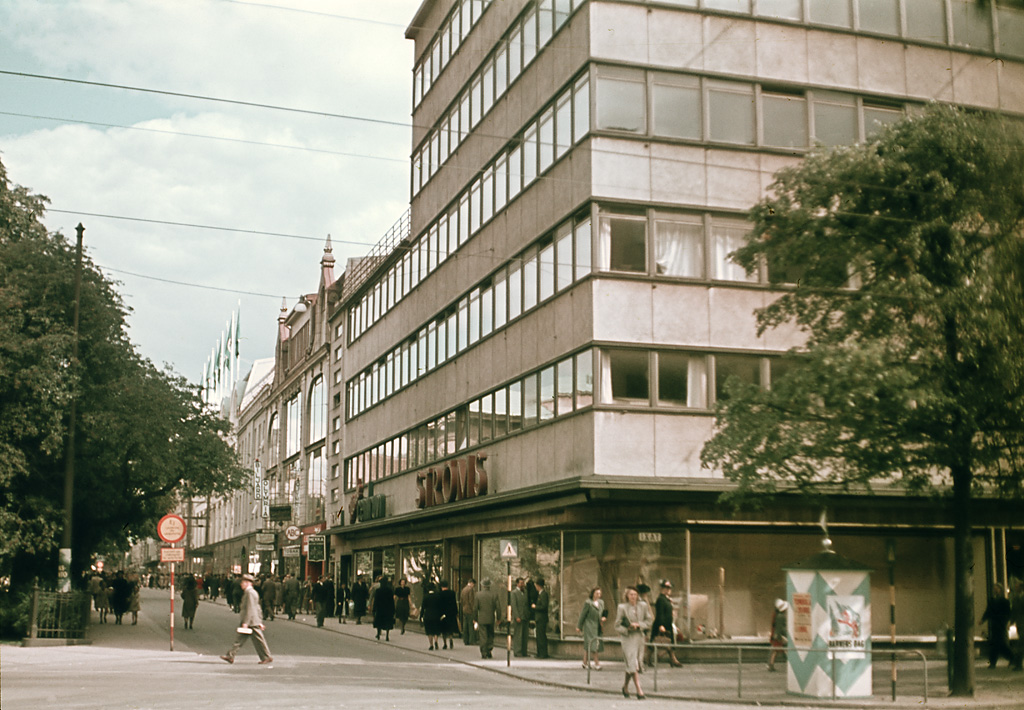
Ströms hörna 1943 innan den stora termometern sattes upp.

Carl Hilmer Ström startade sin herrekiperingsrörelse 1886 i hörnhuset Torggatan 22/Postgatan 33, med adress Torggatan 22-24, i Göteborg. Firman övergick till aktiebolag år 1900. Bolagsordningen antogs den 11 maj 1900, och bolagets ändamål angavs till "att efter öfvertagande af handelsfirman C. H. Ström & C:is i Göteborg varulager, fordringar och skulder idka handel." Aktiekapitalet var 125 000 kronor år 1901.
Byggnaden uppfördes 1906 men vissa delar är troligen mycket äldre – sannolikt från 1700-talets senare hälft. Huset ingår i kommunens "Bevarandeprogram - Kulturhistoriskt värdefull bebyggelse" (bevarandeområde nr 1:B). Ströms blev ägare till fastigheten senast 1906.
Företaget sysselsatte år 1923; 60 tillskärare och biträden samt 150 i övrig personal. År 1921 var omsättningen 2,8 miljoner kronor. Successivt öppnades filialer vid Första Långgatan (1925), vid Centralstationen samt vid Regeringsgatan 19-21 i Stockholm. År 1928 köptes fastigheten vid Kungsgatan av Ström. Den nuvarande byggnaden – med sex våningar samt två indragna takvåningar – invigdes den 3 december 1935, och ritades av den danske arkitekten Ove Gormsen. Huset är ett tidigt exempel på renodlad funkisarkitektur i Göteborg. Det beskrevs ursprungligen som "ett av Europas mest moderna varuhus i herrbeklädnadsbranschen", utrustat med bland annat snabbhiss, luftkonditionering och entrédörrar som öppnades med hjälp av fotoceller och tryckluft, vilket man var först i Sverige med. Huset hade även ett eget elverk.
Arkitekt Gormsen hade som förebild de amerikanska affärspalatsen och huset byggdes med ett stålskelett, med bärande pelare som löpte ett par meter innanför fasaden. Denna konstruktion medgav obrutna skyltfönsterytor i bottenvåningen samt skyltfönster med bredden 7,5 meter, vilket då var europeiskt rekord. Bottenvåningen kläddes i gulbrun marmor. 
Restaurangen Mekkas Terrass låg högst upp (flyttat från Kungsgatan 25), med uteservering, fin utsikt och inredning i orientalisk stil. På hösten 1945 sattes den karakteristiska neontermometern upp. 1960 kläddes fasaden i aluminium och fönsterpartier byttes ut, vilket kritiserats av arkitekten och göteborgshistorikern Robert Garellick, som menar att fasadens känsla av lätthet då försvann.
År 1974 övertogs Ströms av herrmodefirman Austin Reed i London, då namnet ändrades till Austin Reed-Ströms.
Delar av Ströms ursprungliga butiksinteriör finns kvar, såsom "ljusgården" med spiraltrappan.

## Termometern
I januari 1946 byggdes en termometer i gathörnet på byggnaden. En liknande termometer hade drygt två år tidigare satts upp på Citypalatset i Stockholm (se Aftonbladets jättetermometer). Skyltens styrning bestod av 70 stycken mindre termometrar uppe på taket. Dessa hade varsin ledning ner till varsin "grad" på huvudtermometern. Med sina 18 meter slog Ströms termometer den i Stockholm med tre meter och var då världens största. När skylten invigdes skrev Göteborgs-Posten:
| ” | Nu när så småningom den internationella turisttrafiken kommer igång igen och skrytsamma yankees breda ut sig över vår stad, kunna vi ta dem till Ströms hörna, peka på jättetermometern och säga: - Please, the biggest in the world! | „ |

Tekniken automatiserades på 1990-talet och  en större renovering ägde rum 2010.
I mars 2021 togs termometern ner. Fastighetens ägare Vasakronan hade bestämt sig för att återställa fastighetens fasad till ursprungligt skick, det vill säga innan termometern sattes upp.

## Ströms hörna i Stockholm

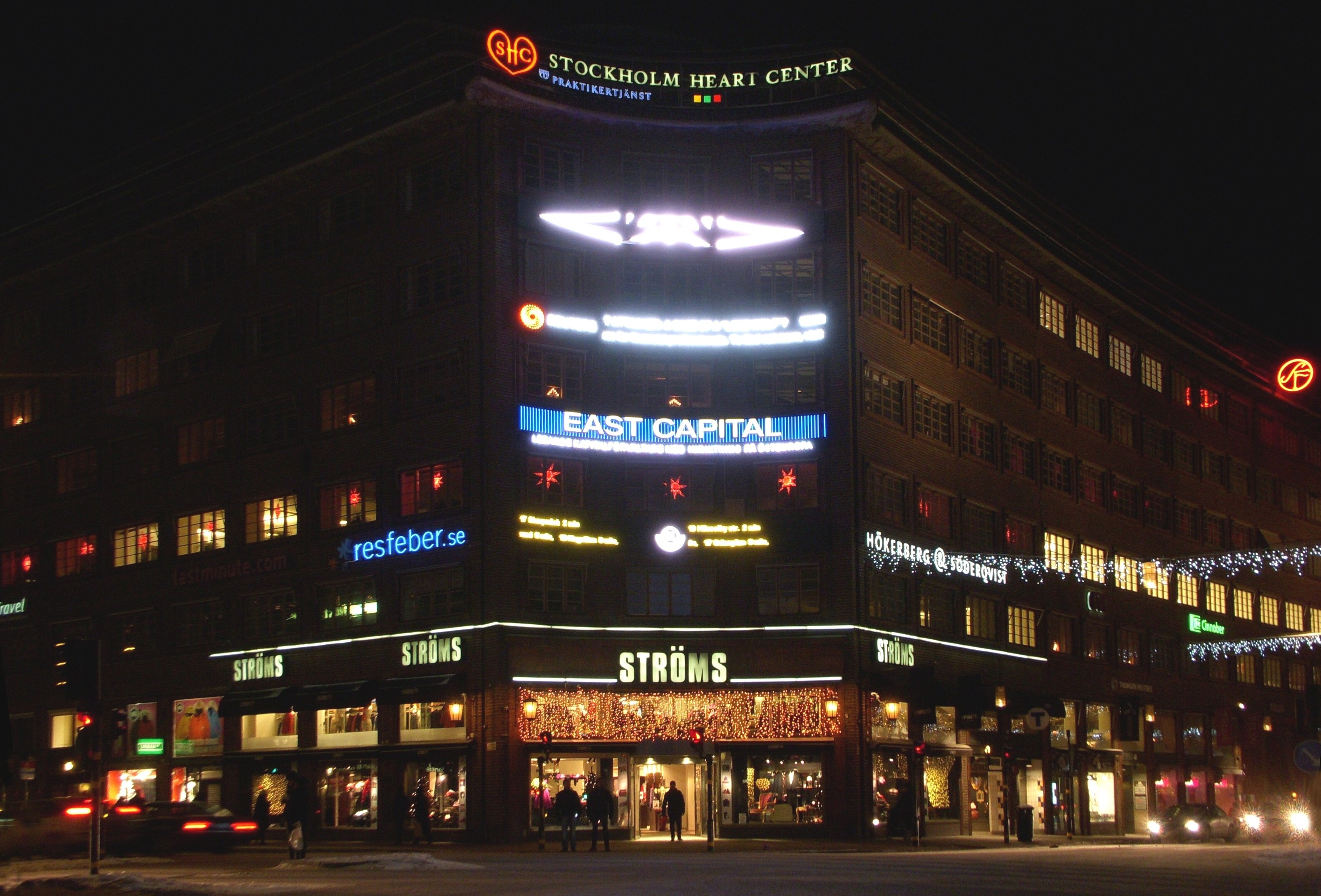
Ströms hörna i Stockholm, 2010.

Det finns även en "Ströms hörna" i Stockholm som ligger i Centrumhuset hörnet Kungsgatan / Sveavägen. Här har sedan 1939 klädaffären Ströms sin butiksentré. 1962 hade Ströms fyra plan i huset, ett stort skrädderi och över 200 anställda, de flesta skräddare och sömmerskor.